# Ćajtanja Mahaprabhu
Ćajtanja Mahaprabhu (dewanagari चैतन्य महाप्रभु, ang. Chaitanya Mahaprabhu, właściwie: Wiśwambharamiśra, także: Gaura, Gauranga) (ur. 1486 w Majapur, zm. 1534) – XVI-wieczny święty, duchowny, mistyk i reformator hinduizmu.

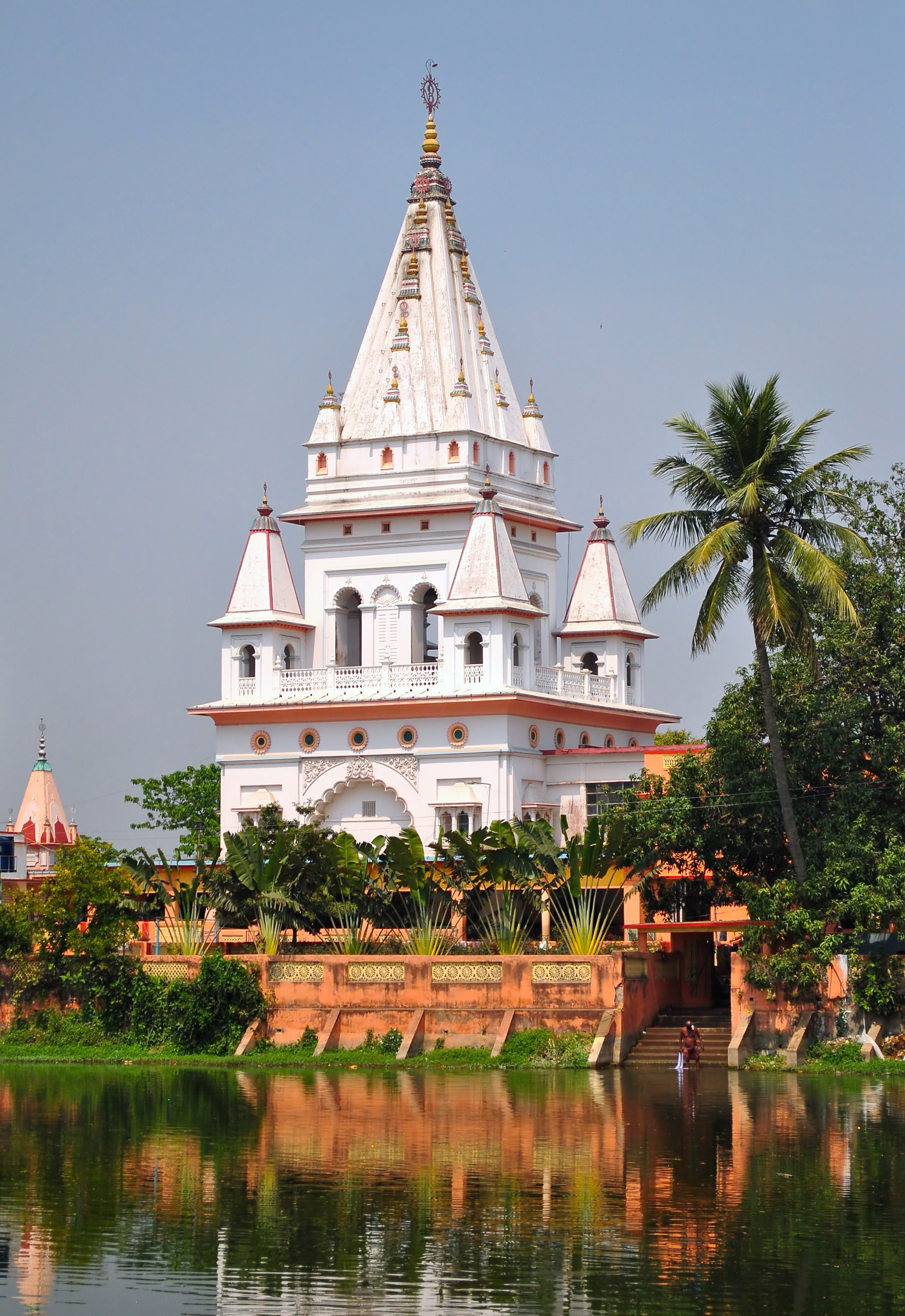
Świątynia Ćajtanji Mahaprabhu w miejscu jego urodzenia w Majapur w Bengalu Zachodnim, założona w 1880 roku

Żył w Bengalu w Indiach (obecne tereny Bengalu Zachodniego i Bangladeszu). Promotor bhaktijogi – miłosnego oddania Bogu, wielbionego jako Kryszna. Wielu jego wisznuickich zwolenników czci go jako awatara (wcielenie) samego Kryszny. Jego przydomek Gaura [wym. goura] odnosi się do jaśniejącej, złotej cery. Biografia Ćajtanji została spisana w bengali w książce „Śri Ćajtanja Ćaritamrita”.

## Życiorys
Po opuszczeniu domu w Bengalu Ćajtanja został ascetą i przez trzy lata podróżował po całych Indiach, intonując nieustannie imiona Kryszny. Spopularyzował w ten sposób Maha Mantrę: „Hare Kryszna Hare Kryszna Kryszna Kryszna Hare Hare Hare Rama Hare Rama Rama Rama Hare Hare”. Ostatnie 28 lat swojego życia Ćajtanja spędził w Puri w Orisie, w wielkiej świątyni Dźagannathy. Król Orisy, Maharadża Prataparudra, uznał go za inkarnację Kryszny i stał się jego wyznawcą. Misją Ćaitanji było upowszechnienie intonowania imion Kryszny w połączeniu ze śpiewem i tańcem i obudzenie w ten sposób uśpionej w ludziach miłości do Boga.
Ćajtanja przejął ze szkoły Madhwy negację monizmu Śankary oraz kult Kryszny jako Najwyższej Osoby Boga; od Ramanudźi oddanie dla Pana (prapatti) i pełnienie służby dla jego wielbicieli; od Wisznuswamiego zaczerpnął panteistyczny obraz Boga oraz spontaniczne oddanie; z nauk Nimbarki przejął bhadźana – sposób wielbienia Kryszny przez gopi z Vrindavanu.
Jego uczniem i przyjacielem był Nitjananda, który jest w gaudija wisznuizmie wspólnie z Ćajtanją czczony jako para Gaura-Nitai, uznawana za inkarnację boskiej pary braci: Balaramy (Nitjananda) i Kryszny (Ćajtanja). Jest jednym z Pięciu Aspektów Boga (Panćatattwa). Najbliższym przyjacielem i współpracownikiem Ćajtanji był Gadadhara Pandita, razem z Ćajtanją czczony jako boska para Śri Gaura-Gadadhara, uważana za wcielenie boskiej pary: Kryszny i Radhy/Rukmini.
Uczniami Ćajtanji i propagatorami jego nauk było sześciu Goswamich z Wryndawany.
W XX wieku kult i nauki Ćajtanji dotarły na Zachód za pośrednictwem Bhaktivedanty Swamiego i założonego przez niego w 1966 r. ISKCON-u, a później głoszone były również przez innych zwolenników Gaurangi.
Ku czci pojawienia się (urodzin) Ćajtanji obchodzone jest coroczne święto Gaura Purnima.